# Re Granchio
Re Granchio è un film del 2021 diretto da Alessio Rigo de Righi e Matteo Zoppis.
Il film è stato presentato nella sezione Quinzaine des Réalisateurs al Festival di Cannes 2021.

## Trama
Italia, giorni nostri. Alcuni vecchi cacciatori ricordano insieme la storia di Luciano: tardo Ottocento, Luciano è un ubriacone che vive in un borgo della Tuscia. Il suo stile di vita e la sua ribellione al principe locale lo hanno reso un reietto. Accusato ingiustamente della morte della propria amata, Luciano è costretto a fuggire nella Terra del Fuoco. Qui, fingendosi prete, va alla ricerca di un mitico tesoro, assieme a marinai senza scrupoli, per far ritorno in patria. Ma la febbre dell'oro non può che seminare tradimento, avidità e follia in quelle terre desolate.

## Produzione
Produzione internazionale fra Italia, Argentina e Francia. Il film è stato girato a Vejano nella Tuscia e a Ushuaia in Isola Grande della Terra del Fuoco.

## Distribuzione
Il film è stato presentato in anteprima al Festival di Cannes 2021 nella sezione Quinzaine des Réalisateurs.